# الأرض والدم (فلم 2020)
الأرض والدم (بالفرنسية: La Terre et le Sang) فيلم حركة وإثارة فرنسي لعام 2020 من إخراج جوليان لوكليرك وبطولة سامي بوعجيلة واريك إيبواني وسامي الصغير. يدور الفيلم حول مواجهة عنيفة في مصنع أخشاب بمنطقة منعزلة. أصدرت شركة نيتفليكس في 18 أبريل 2020.

## طاقم التمثيل
- سامي بوعجيلة: في دور سعيد
- اريك إيبواني: في دور أداما
- سامي الصغير: في دور يانيس
- صوفيا ليسفر: في دور سارة
- رضوان هرجان: في دور مهدي
- عمر ديولو: في دور الحسن
- إريك كابونجو: في دور ياو
- أنيس بن بتول: في دور كوامي
- بليز أفونسو: في دور كوفي
- ماريو ستاسين: في دور دريسا
- جيتان ليجون: في دور إريك
- ليونيل روزيندانا: في دور سليمان
- إريك دي ستارك: في دور لوفيفر
- إدسون أنيبال: في دور موسى
- لوك فان جرانديبيك: في دور موريوت[3]

## ملخص أحداث الفيلم
يمتلك سعيد مصنع للأخشاب في أعماق الغابة، ويقرر بيعه. سعيد لا يعرف إلا القليل عن العاملين معه، حيث أن أحد عماله يجبره شقيقه على إخفاء ثمانية كيلوجرامات من الكوكايين داخل المصنع. يتضح ان الكوكايين مسروق من عصابة خطيرة، وعندما يأتي أفراد العصابة المدججين بالسلاح لاستعادة مخدراتهم، يتخذ صاحب المصنع موقفًا أخيرًا لحماية ابنته المراهقة.

## وصلات خارجية
- مقالات تستعمل روابط فنية بلا صلة مع ويكي بيانات